# Gerhard Bremer
Gerhard Bremer (25 de julho de 1917 - 29 de outubro de 1989) foi um oficial alemão que serviu durante a Segunda Guerra Mundial. Foi condecorado com a Cruz de Cavaleiro da Cruz de Ferro.

## Carreira

### Patentes
SS-Sturmbannführer

### Condecorações
| Cruz de Ferro 2ª Classe                          |
| Cruz de Ferro 1ª Classe                          |
| Folhas de Carvalho nº 668 26 de novembro de 1944 |